# 哈福希爾
哈福希爾（Haverhill）是英格蘭薩福克郡的一個城鎮，郵區屬於劍橋，英國郵區編號是CB9，CB是CAMBRIDGE簡稱。哈福希爾（Haverhill）位於劍橋市中心東南14英里（23），倫敦市中心以西47英里（76），有人口27,041人。

## 生活配套完善
哈福希爾（Haverhill）是生活配套齊全的住宅區，設有不少歷史建築，同時新屋發展眾多。社區步行可達的應有盡有，設有戲院、銀行、大型連鎖超市、教堂、學校、會所、健身中心、診所、牙醫、餐廳、巴士總站、獸醫、會計師樓、律師樓、玩具店、酒吧、足球場、網球場、籃球場、草地滾球場、高爾夫球場、羽毛球場、泳池、藝術中心、兒童派對場所、郵局、消防局、警署、公園、眼鏡店、鞋店、服裝店、外賣店、書店、圖書館、理髮店、美甲店、汽車維修、傢俱店、園藝、裝修、水電維修、地產代理、咖啡店、茶店、慈善機構、畫廊、汽車美容、寵物專門店、藥房等，在周末更設有市集，節日亦有巡遊及慶祝活動。

## 友好城市
- 法國 蓬圣埃斯普里